# Snefald
Snefald er en norsk julekalender for børn, som blev vist på NRK Super i 2016. Serien handler om den forældreløse Selma som drømmer om at få sin egen familie. Hun fandt vejen til eventyrverdenen Snefald hvor overraskelser, farer og magi venter.
I 2017 blev Snefald sendt som årets julekalender på DR1.

## Medvirkende
| - Siri Skjeggedal som Selma - Even Aakre som Håkon - Kevin Haugan som Pil - Charlotte Myrset som Frida - Nils Jørgen Kaalstad som Stål, far til Frida - Cecilie Mosli som Yndis, mor til Frida - Trond Høvik som Julius, julemand - Vidar Magnussen som Winter, julemandens sekretær - Iselin Shumba som Hjertrud - Kjersti Elvik som Ruth - Johannes Joner som IQ - Calle Hellevang-Larsen som Trixter, hemmelig ven/rensdyr - Hege Schøyen som Oraklet - Ella Indregard Yttri som Lilli - Fredrik Eide som Fred - Patrick Odhiambo Makosir som Aslak | - Filip Bargee Ramberg som Ishaan - Niels Halstensen Skåber som Grobian - Fridtjof Beer Roland som Andor - Dennis Emmanuel Carlie som Calle - Sunniva Hovdhaugen som Alvine - Dhani Singh som Varda - Maria Bock som Normann, Pils mor - Espen Torkildsen som Evald - Thomas Bye som Alfred - Håvard Lilleheie som Kjell Svendsen - Birgitte Larsen som Advokat - Morten Espeland som Mand fra barnets beste - Tone Danielsen som Dame - Ingrid Anne Yttri som Lærer Anne - Sam som hunden Casper |